# نطاق زمني
| طبقات الصخور في علم تاريخ طبقات الأرض | التغطية الزمنية في التاريخ الجيولوجي | ملاحظات في الوحدات الزمنية الجيولوجية            |
| ------------------------------------- | ------------------------------------ | ------------------------------------------------ |
| طبقة دهر (Eonothem)                   | دهر (Eon)                            | المجموع 4، وتقدر بنصف مليار سنة أو أكثر          |
| طبقة حقبة (Erathem)                   | حقبة (Era)                           | المحددة: 10، وتقدر بعدة مئات من ملايين السنين    |
| نظام (System)                         | عصر (Period)                         | المحددة: 22، وتقدر بعشرة إلى حوالي مئة مليون سنة |
| نسق (Series)                          | فترة (Epoch)                         | المحددة: 34، وتقدر بعشرة ملايين سنة              |
| مرحلة (Stage)                         | حين (Age)                            | المحددة: 99، وتقدر بملايين السنين                |
| نطاق زمني (Chronozone)                | زمن (Chron)                          | تقسيم فرعي للحين ولا تستخدم في مقياس ICS الزمني  |

النطاق الزمني (بالإنجليزية: Chronozone)، هو جُزء من الوقت الذي يبدأ ببداية حدث مُعين وينتهي بانتهائه، وعادةً ما تكون مثل هذه الأحداث التتبعية مرتكزة على انقراض الأحافير لأنواع موزعة على نطاق واسع وسريعة التغير أو ظهور مثل هذا النوع في السجل الجيولوجي. يستخدم الباحثون هذا المصطلح بشكل خاص في كثير من الأحيان في مختلف التخصصات المتعلقة بالجيولوجيا، ولا سيما في الطبقات حيث يساهمون من خلاله في التعارف النسبي.
ومن الممكن أن تساعد أيضاً الأحداث التي يمكن تحديدها وتحليلها من قبل العلوم الفيزيائية (مثل انعكاسات المجال المغناطيسي للأرض أو موقع مجموعة من الأدلة الكيميائية في طبقة مقابلة لإضراب النيازك الذي يعتقد أنه تسبب في انقراض الديناصورات).